# أشكهران
أشكهران هي قرية في مقاطعة أصفهان، إيران. عدد سكان هذه القرية هو 1,339 في سنة 2006.